# Eriachne obtusa
Eriachne obtusa är en gräsart som beskrevs av Robert Brown. Eriachne obtusa ingår i släktet Eriachne och familjen gräs. Inga underarter finns listade i Catalogue of Life.